# Zorochros bellulus
Zorochros bellulus is een keversoort uit de familie kniptorren (Elateridae). De soort is voor het eerst wetenschappelijk beschreven door Candèze.